# Thomas von Westen
Thomas von Westen (født 13. september 1682 i Trondheim, død 9. april 1727) var en norsk præst og missionær, kaldt Samernes apostel.
Von Westen var sognepræst i Veøy og en af de såkaldte syvstjerner, en kreds af præster i Romsdalen som var blevet grebet af pietismen. Kong Frederik IV af Danmark tilhørte samme bevægelse og besluttede sig for at indlede en missionsvirksomhed blandt samerne i Nordnorge, for hvilken Thomas von Westen blev bestyrer 1716. Von Westen gjorde tre missionsrejser op til Finnmark, lod bygge flere kapeller og skolehuse og ansatte lærere for samerne.
År 1717 indrettede von Westen et seminarium i Trondheim for uddannelse af samisksprogede præster og lærere. Dette kom til at tjene som forbillede fr sameskoler og kateketundervisning i Sverige.
I november 1722 var Thomas von Westen i Rana på sin tredje og sidste missionsrejse. Han indgik da en aftale med samerne i området om at de sammen med den finske missionær Arvid Bistock skulle bygge et kapel ved Vilasundet i den øverste del af Umeälven. Vila kapel stod færdig senest 1725 og havnede efter rigsgrænsens fastlæggelse 1751 på den svenske side.